# آتسوشی ناکاجیما
آتسوشی ناکاجیما (به ژاپنی:中島 敦،هپبورن:Nakajima Atsushi)، یک نویسنده اهل ژاپن بود.
همچنین شخصیتی با این اسم ، در "انیمه سگ های ولگرد بانگو" وجود دارد که از آتسوشی ناکاجیما، الهام گیری شده است.

## زندگی‌نامه
ناکاجیما در توکیو، ژاپن متولد شد. پدرش متخصص زبان چینی کلاسیک بود و اشتیاق خود را به پسرش، که به دلیل داستانهای کوتاه شاعرانه در محیط‌های تاریخی دوردست معروف است، انتقال داد.
ناکاجیما در سال۱۹۴۱ برای تدریس زبان ژاپنی به پالائو فرستاده شد اما پس از رنج زیاد از آسم در سال ۱۹۴۲ بازگشت و بعد از آن پس از ابتلا به ذات الریه در همان سال درگذشت. وی یک رمان بزرگ، نور، باد و رؤیاها را براساس زندگی رابرت لویی استیونسون و داستانهای کوتاه جنجالی دربارهٔ میکرونزی به اتمام رساند. ماه برفراز کوه مجموعه ای دیگر از داستان‌های کوتاه وی است.